# Tucumyia aczeli
Tucumyia aczeli är en tvåvingeart som beskrevs av Curtis W. Sabrosky 1956. Tucumyia aczeli ingår i släktet Tucumyia och familjen smalvingeflugor. Inga underarter finns listade i Catalogue of Life.